# Ранк, Йозеф
Йозеф Ранк (чеш. Josef Rank; 22 октября 1833, дер. Драгуш, Богемия (ныне район Раковник, Среднечешского края Чешской Республики) — 12 января 1912, Голешовице близ Праги, Австро-Венгрия) — чешский лексикограф, историк, архивариус и славист.

## Биография
В 1852—1853 обучался в Пражском музыкальном училище. На рубеже 1850-х и 1860-х годов посещал лекции историка Вацлава Владивоя Томека в Пражском университете. Изучал языки и историю.
Дружил с деятелями Чешского национального движения, среди которых были Й. Юнгманн, С. Гневковский, Й. Калина, В. Ганка, П. Шафарик, Б. Немцова, К. Гавличек-Боровский и К. Эрбен. В 1857 году получил в Пражском городском архиве.
В 1896 году стал директором реестра архива. Работал в должности директора до конца апреля 1902 года, после чего вышел на пенсиюю. Кроме работы в Пражском городском архиве, занимался славистикой и созданием словарей.
Автор ряда монографии. Принимал участие в создании первой чешской общей энциклопедии — Rieger Encyclopaedia, Научной энциклопедии Отто
Автором третьей части «Истории народа чешского в Чехии и Моравии» Палацкого.
За заслуги развитии в чешско-русской дружбе в 1889 году император Александр III наградил его бриллиантовым кольцом. 
В апреле 1908 года он был парализован. Умер в Праге 12 января 1912 года.

## Научная деятельность
Издал ряд словарей: чешско-русский, чешско-немецкий и т. д., а также ряд работ по чешской, русской и польской истории. 
Главнейшие из них: «Kapesní slovník novinářsky» (Прага, 1862); «Poláci a Rusové» (ib., 1863); «Rukovet’ku poznání ruského jazyka» (ib., 1867—68); «Rusko česky slovník» (ib., 1874); «Česko-rusky slovník» (ib., 1902); «Novy slovník kapesní jazyka českého a nemeckého» (7-е изд., ib., 1903); «Kapesní slovnik svĕtovy» (ib., 1890); «Přiručni slovník všeobecnych vĕdomostí» (ib., 1882—87); «Čechy» (ib., 1880).